# Casa bianca di notte
Casa bianca di notte è un quadro ad olio del pittore olandese Vincent van Gogh, realizzato il 16 giugno 1890 nella cittadina di Auvers-sur-Oise. È esposto al Museo dell'Ermitage di San Pietroburgo.